# Estación Bayauca
Bayauca es la estación ferroviaria de la localidad homónima, Partido de Lincoln, provincia de Buenos Aires, Argentina.
La estación corresponde al Ferrocarril Domingo Faustino Sarmiento de la red ferroviaria argentina y se encuentra a 291 km al oeste de la estación Once.

## Servicios
No presta servicios de pasajeros desde agosto de 2015.
Sus vías están bajo la tutela de Trenes Argentinos Cargas.

## Toponimia
Bayauca es un vocablo de origen aborigen, cuyo significado es yegua blanca.